# Прапор Свалявського району
Пра́пор Сваля́вського райо́ну — один з офіційних символів Свалявського району Закарпатської області, затверджений 28 вересня 2004 року рішенням сесії Свалявської районної ради.

## Опис
Прапор району являє собою прямокутне полотнище із співвідношенням сторін 2:3. Прапор по горизонталі розділено на три смуги синього білого та зеленого кольорів у співвідношенні 1:2:1. В центрі білої смуги розміщено герб району.
Прапор району двосторонній.